# Олвајн
Олвајн (енгл. Oelwein) град је у америчкој савезној држави Ајова. По попису становништва из 2010. у њему је живело 6.415 становника.

## Демографија
Према попису становништва из 2010. у граду је живело 6.415 становника, што је -277 (-4.1%) становника више него 2000. године.
| Група             | 2000.         | 2010.         |
| Белци             | 6.408 (95,8%) | 6.022 (93,9%) |
| Афроамериканци    | 28 (0,4%)     | 59 (0,9%)     |
| Азијати           | 27 (0,4%)     | 37 (0,6%)     |
| Хиспаноамериканци | 153 (2,3%)    | 184 (2,9%)    |
| Укупно            | 6.692         | 6.415         |